# 齐寿良
齐寿良（1920年3月—2013年5月14日），男，山西定襄人，中华人民共和国政治人物，曾任湖南省第五届、第六届人民代表大会常务委员会副主任，第五、六、七届全国人大代表。

## 生平
1920年3月，齐寿良生于山西省定襄县军家贝村。
2013年5月14日在湖南省长沙市逝世。